# Louis MacNeice
Louis MacNeice (Belfast, 12 settembre 1907 – Londra, 3 settembre 1963) è stato un poeta britannico di cultura irlandese.
Nato a Belfast, all'epoca nell'Irlanda unita facente parte del Regno Unito, iniziò gli studi a Marlborough College e a Oxford, dove conobbe letterati della statura di Cecil Day Lewis, Stephen Spender e Wystan Hugh Auden.
Conobbe anche John Betjeman. Dopo essersi specializzato in lettere classiche, insegnò greco all'Università di Birmingham, al Bedford College di Londra e in varie università americane.
Dal 1941, in Inghilterra, si dedicò alla regia di drammi radiofonici.
Il suo pensiero fu profondamente agnostico.
Scrisse anche un saggio su Yeats e operò varie traduzioni da Goethe e da Eschilo.

## Opere

### Poesia
- Blind Fireworks, 1929
- Poems, 1935
- Letters from Iceland, 1937, con Auden, in poesia e prosa
- The Earth Compels, 1938
- Autumn Journal, 1939
- The Last Ditch, 1940
- Plant and Phantom, 1941
- Springboard, 1944
- Prayer Before Birth, 1944
- Holes in the Sky, 1948
- Collected Poems, 1925-1948, 1949
- Ten Burnt Offerings, 1952
- Autumn Sequel, 1954
- Visitations - Visite, 1957
- Solstices - Solstizi, 1961
- Il trespolo di fuoco (The Burning Perch, 1963, postumo)
- Star-gazer, 1963

### Drammi
- The Agamemnon of Aeschylus - L'Agamennone di Eschilo, 1936, traduzione
- Out of the Picture, 1937
- Christopher Columbus, 1944, radiodramma
- He Had a Date, 1944, radiodramma
- The Dark Tower and other radio scripts, 1947
- Goethe's Faust - Il Faust di Goethe, 1949, pubblicato nel 1951, traduzione
- The Mad Islands, 1962
- and The Administrator, 1961, radiodramma
- Persons from Porlock, 1963,... and other plays for radio, 1969
- One for the Grave: a modern morality play, 1958